# Nätverket unga för tillgänglighet
Nätverket unga för tillgänglighet (Nuft) är en paraplyorganisation som samlar föreningar, organisationer och nätverk inom den unga funktionsrättsrörelsen. Den är en ideell förening som är religiöst och partipolitiskt obunden.
Nätverket unga för tillgänglighets ändamål är att arbeta för att främja ungas röster inom funktionsrättsrörelsen och inom samhället, att arbeta för att främja samarbeten mellan ungdomsorganisationer inom funktionsrättsrörelsen, att arbeta med att stärka ungdomsorganisationer inom funktionsrättsrörelsens internationella arbete samt att arbeta för att främja ungas organisering inom funktionsrättsrörelsen genom att främja och stötta ideellas engagemang och därigenom arbeta för starkare organisationer.

## Medlemsorganisationer 2023
- Unga Hörselskadade
- Riksorganisationen Unga med Synnedsättning
- Unga Allergiker
- Ung i FUB
- Förbundet Unga Rörelsehindrade
- Riksorganisationen Unga Reumatiker
- Svenska Celiakiungdomsförbundet
- Sveriges dövas ungdomsförbund
- Dövblind Barn och Ungdom
- Njurförbundet Ungdom
- Fritidsförbundet för barn och unga med funktionsvariationer